# Ochropleura portieri
Ochropleura portieri är en fjärilsart som beskrevs av Pierre E.L. Viette 1967. Ochropleura portieri ingår i släktet Ochropleura och familjen nattflyn. Inga underarter finns listade i Catalogue of Life.